# 苍白玉螺
苍白玉螺（学名：Polinices pallida），是异足目玉螺科无脐玉螺属的一种。其种加词“pallida ”意为“淡色的”。主要分布于台湾，常栖息在深海。